# Ordinariat militaire de Bolivie
L'ordinariat militaire de Bolivie (en espagnol : Obispado castrense de Bolivia) est un ordinariat militaire de l'Église catholique en Bolivie directement soumis au Saint-Siège.

## Territoire
L'ordinariat a juridiction sur les fidèles militaires catholiques de rite latin. Le siège est à La Paz où se trouve la cathédrale Notre-Dame de Luján ; il a 6 paroisses sous sa juridiction.

## Historique
Des aumôniers militaires sont présents lors du guerre du Pacifique (1879-1884) et de la guerre du Chaco (1932-1935),.
Le premier évêque chargé de la pastorale des forces armées est Cleto Loayza Gumiel, évêque du diocèse de Potosí, accompagné d'aumôniers du clergé diocésain et religieux. C'est ensuite Ricardo Chávez Alcázar, évêque du diocèse d'Oruro qui participe à cette pastorale (1940-1960).
Le premier accord de service religieux des armées est signé le 29 novembre 1958 entre le pape Jean XXIII et Hernán Siles Zuazo, président de la République de Bolivie ; accord ratifié par le Congrès national le 29 septembre 1960.
Le vicariat militaire est érigé le 19 mars 1961 par le décret De militum spirituali cura de la congrégation pour les évêques. Il est élevé au rang d'ordinariat militaire le 21 avril 1986 par la constitution apostolique Spirituali militum curae du pape Jean-Paul II.

## Évêques
- Luis Aníbal Rodríguez Pardo (26 juillet 1961 - 30 juillet 1975), nommé archevêque de Santa Cruz de la Sierra
- René Fernández Apaza (30 juillet 1975 - 17 mai 1986)
- Mario Lezana Vaca (17 mai 1986 - 14 avril 2000)
- Gonzalo de Jesús María del Castillo Crespo, O.C.D (14 avril 2000 - 4 avril 2012)
- Oscar Omar Aparicio Céspedes (4 avril 2012 - 24 septembre 2014) nommé archevêque de Cochabamba
- Fernando Bascopé Müller, S.D.B (24 septembre 2014 - 29 juin 2022), nommé évêque auxiliaire de San Ignacio de Velasco
  - Pedro Luis Fuentes Valencia, C.P, depuis le 31 aôut 2022 (administrateur apostolique)